# 第709歩兵師団 (ドイツ国防軍)
第709歩兵師団（だい709ほへいしだんドイツ語: 709. Infanterie-Division）は、ドイツ国防軍陸軍の歩兵師団である。

## 概要
第709歩兵師団は堅固な防御陣地を有する固定師団として編成された。担当地域は他の一般的な固定防御陣地よりも広範囲である、コタンタン半島北端のシェルブール＝アン＝コタンタン一帯の海岸線であった。師団の兵員は機動戦などの訓練を受けていなかったため、機械化された輸送手段が非常に限定されていた。そのため、師団の輸送手段はそのほとんどが馬車に頼っていた。
師団の将兵の多くは、負傷兵か年配の男性で、戦闘経験がなく、その他の兵士は身体的に不調のある者か、ソビエト赤軍の捕虜で編成された東方義勇部隊（de）のみであった。

## 編成
第709歩兵師団は、コタンタン半島の東海岸と北海岸の沿岸防衛部隊として編成された。この一帯は後の連合軍によるノルマンディー上陸作戦時の、ユタ・ビーチとアメリカ軍の空挺部隊の着地地点が含まれていた。防衛範囲は、カランタンの北東からバルフルール、シェルブール、アーグ岬（fr）を経由して、バルヌヴィル（fr）の西の地点まで、約250km を超えた。これには、シェルブールの65kmの陸戦部も含まれていた。

### 東方義勇兵

グルジア軍団の部隊章

師団は、東ヨーロッパの占領地から様々な国籍の兵士が所属していた。これらの兵士は、志願兵か召集された者達で、或いは、捕虜として過酷な環境に置かれるよりも、ドイツ軍側について戦うことを望んだ赤軍の捕虜達であった。
第739要塞擲弾兵連隊の2個大隊は、主にグルジア人で編成された部隊であった。さらに、他の2個大隊も、戦闘序列では、東方部隊として指定されていた。これらの大隊は、ドイツ人の将校と下士官によって率いられていた。
師団の司令官は、カール＝ヴィルヘルム・フォン・シュリーベン中将で、第108装甲擲弾兵連隊、第4防護旅団、第208歩兵師団、第18装甲師団などの東部戦線の戦闘部隊を約2年半にわたって指揮した後、1943年12月に師団長に就任した。
師団の戦闘部隊や第739要塞擲弾兵連隊の第1大隊などが東部戦線に派遣され続けたので、師団の戦闘部隊の質が低下していた。師団の兵員の多くは戦闘経験がなかったが、第709歩兵師団は沿岸守備隊の中では唯一、防御のための訓練を受けていた。しかし、何ヶ月にもわたる沿岸防衛での継続的な労働作業のため、師団の戦闘訓練は大幅に遅れていた。

## ノルマンディーにおける戦闘
アメリカ軍がシェルブールに上陸すると第709歩兵師団は上陸する部隊と激しい攻防戦を行い、背面のアメリカ軍の空挺部隊や正面のユタ・ビーチへ上陸する米第4歩兵師団からコタンタン半島を防衛した。師団は戦闘が始まった10日の間に、約12,000名の戦力で、約4,000名の死傷者を出したと司令部へ報告した。戦闘が始まった最初の数日間に、師団の将校の大半が戦死しており、兵士たちは肉体的にも精神的にも疲弊し、3日間食糧を与えられなかったという。
1944年6月19日、師団は第77、91、243歩兵師団の残存部隊と、地上での戦闘経験のない数千人の海軍野戦部隊と共に包囲された。6月20日から翌21日にかけて師団は、モンテブール（fr）とヴァローニュ（fr）の地域から「シェルブール要塞（Festung Cherbourg）」の防御陣地へ撤退し、海軍野戦部隊の編入によって補充された。また、師団長のシュリーベン中将はシェルブール要塞の司令官に任命された。
1944年6月26日、シェルブール要塞の守備隊は降伏し、師団の残存部隊は連合軍の捕虜になった。師団は、1944年7月26日に正式に解散した。

## 備考

### 作戦地域
| 年     | 月日 | 軍団 (Armee-Korps)                 | 軍 (Armee)        | 軍集団 (Heeresgruppe)      | 師団本部                    |
| ------ | ---- | ---------------------------------- | ----------------- | -------------------------- | --------------------------- |
| 1941年 | 5月  | （配備中）                         | ―                 | ―                          | 第IX軍管区 （Wehrkreis IX） |
| 1941年 | 6月  | 第XXV軍団 （XXV.Armeekorps）       | 第7軍 （7.Armee） | D軍集団 （Heeresgruppe D） | ブルターニュ                |
| 1942年 | 1月  | 第XXV軍団 （XXV.Armeekorps）       | 第7軍 （7.Armee） | D軍集団 （Heeresgruppe D） | ブルターニュ                |
| 1942年 | 12月 | 第LXXXIV軍団 （LXXXIV.Armeekorps） | 第7軍 （7.Armee） | D軍集団 （Heeresgruppe D） | ノルマンディー              |
| 1943年 | 1月  | 第LXXXIV軍団 （LXXXIV.Armeekorps） | 第7軍 （7.Armee） | D軍集団 （Heeresgruppe D） | ノルマンディー              |
| 1944年 | 1月  | 第LXXXIV軍団 （LXXXIV.Armeekorps） | 第7軍 （7.Armee） | D軍集団 （Heeresgruppe D） | ノルマンディー              |
| 1944年 | 6月  | 第LXXXIV軍団 （LXXXIV.Armeekorps） | 第7軍 （7.Armee） | B軍集団 （Heeresgruppe B） | ノルマンディー              |

### 歴代師団長
- アーノルト・フォン・ベッセル少将 ― （1941年5月3日 - 1942年7月15日）
- アルヴィン・ナーケ中将 ― （1942年7月15日 - 1943年3月15日）
- クルト・ヤーン（de）砲兵大将 ― （1943年3月15日 - 1943年7月1日）
- エッカート・フォン・グッゾ少将 ― （1943年7月1日 - 1943年12月12日）
- カール＝ヴィルヘルム・フォン・シュリーベン中将 ― （1943年12月12日 - 1944年6月23日）

### 戦闘序列
- 第729要塞擲弾兵連隊（Festungs-Grenadier-Regiment 729）
  - 第649東方大隊（Ost-Bataillon 649）
- 第739要塞擲弾兵連隊（Festungs-Grenadier-Regiment 729）
  - 第461東方大隊（Ost-Bataillon 461）
  - 第795東方大隊『グルジア』（Ost-Bataillon 795 "Georgien"）の一部
- 第919擲弾兵連隊（Grenadier-Regiment 919） ― 1943年10月に第242歩兵師団から移管
- 第1709砲兵連隊（Artillerie-Regiment 1709）
- 第709対戦車猟兵大隊（Panzerjäger-Abteilung 709）
- 第709工兵大隊（Pionier-Bataillon 709）
- 第709師団附属通信大隊（Infanterie-Divisions-Nachrichten-Abteilung 709）
- 第635東方大隊（Ost-Bataillon 635） ― ロシア人部隊
- 第795東方大隊『グルジア』（Ost-Bataillon 795 "Georgien"） ― グルジア人部隊
- 第797東部大隊（Ost-Bataillon 797） ― グルジア人部隊